# Ceramica Rossetti

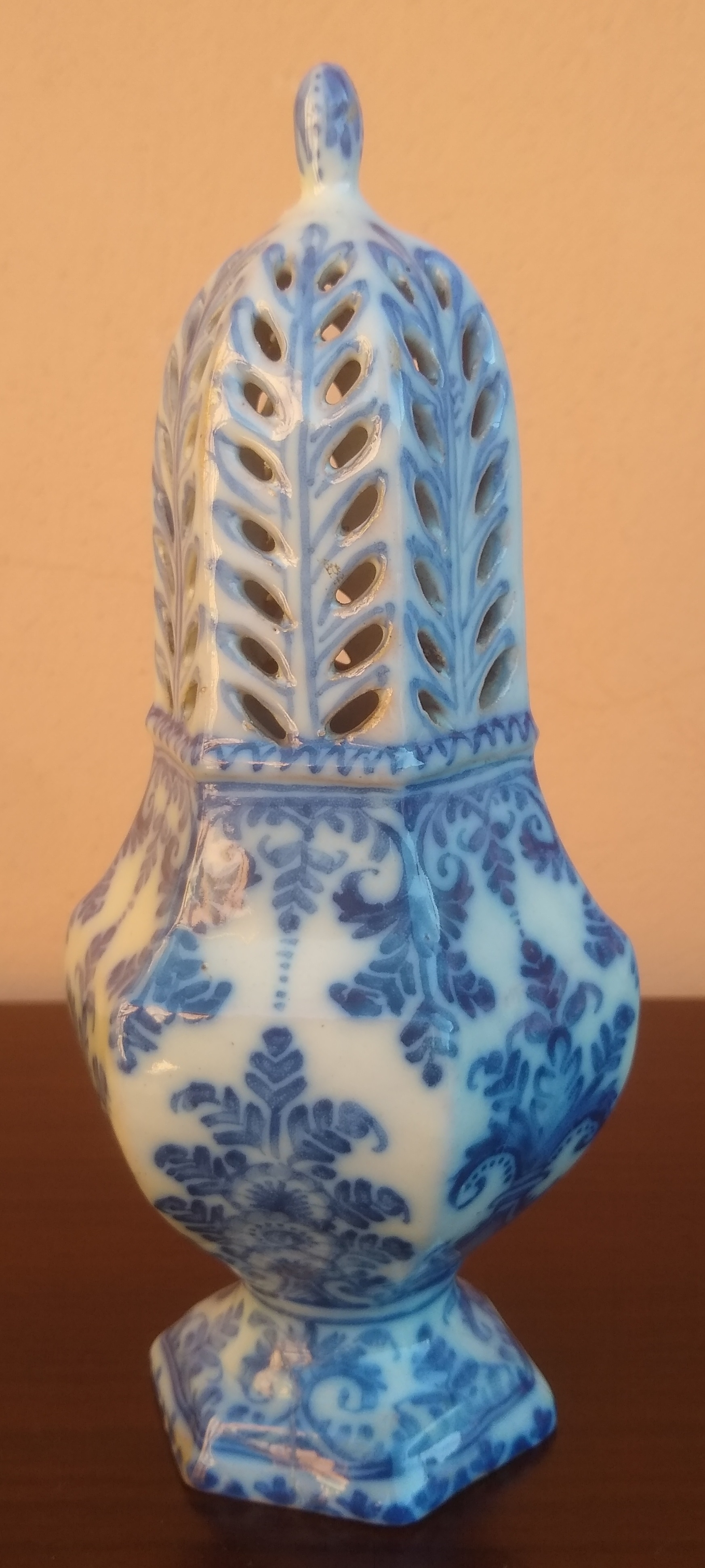
Spargizucchero, attribuito a Rossetti, 1729-36, con motivi geometrico floreali

La Ceramica Rossetti  fu una ceramica prodotta e decorata da vari membri della famiglia Rossetti a Lodi e a Torino nella prima metà del secolo XVIII. Essa rappresenta uno degli esempi più importanti della produzione di ceramica a Lodi.

## Storia
La famiglia Rossetti, coi fratelli Giorgio Giacinto e Giovanni Battista (detto Gio Batta) e il nipote Giorgio, è probabilmente originaria di Macello, presso Pinerolo.
Le notizie sui membri della famiglia sono frammentarie: attivi a Torino nella Real Fabbrica fondata nel 1725, furono in seguito attivi a Lodi tra il 1729 e il 1736, poi di nuovo a Torino. La maggior parte delle ceramiche Lodigiane sono contrassegnate sul retro dalle iniziali intrecciate ‘GR’, mentre a Torino venne usato il monogramma ‘TR’.
A Torino tra il 1737 e il 1748 venne prodotta anche la porcellana Rossetti.

## Tecnica
La fabbrica Rossetti cuoceva le ceramiche esclusivamente con la tecnica del Gran Fuoco. Si effettuavano due cotture a circa 950 °C. Con la prima cottura il manufatto veniva consolidato e poteva quindi essere smaltato. Il colore veniva quindi applicato sullo smalto ancora non cotto e il manufatto veniva quindi cotto una seconda e ultima volta a circa 950 °C. Questa tecnica presentava due limiti: il numero di colori utilizzabili era limitato a quelli che non deteriorassero alle alte temperature; inoltre eventuali errori non potevano essere corretti, in quanto il colore veniva applicato sullo smalto crudo.
Molte delle ceramiche della fabbrica Rossetti sono in monocromia blu, colore ricavato dall'ossido di cobalto.

## Stile delle ceramiche Lodigiane
La produzione ceramica Rossetti a Lodi fu influenzata dalle porcellane Cinesi in monocromomia blu. Esse avevano già ispirato la produzione di ceramica italiana nel Rinascimento; la monoscomia blu fu poi introdotta in grande stile nel nord Europa nella prima metà del Seicento, a Delft e a Nevers, e poi in Francia, a Rouen e a Moustiers. Si presume che Giorgio Giacinto Rossetti, proveniente da Torino, quindi da una regione vicina alla Francia, abbia introdotto questa moda a Lodi, ed in particolare il decoro ‘alla Bérain’, sviluppatosi a Moustiers, e quello dei ‘lambrequins rayonnants’, sviluppatosi a Rouen . Il decoro ‘alla Bérain’, che prende il nome dal decoratore Francese Jean Bérain, presenta figure che si rifanno all’antichità Romana reinterpretate nel gusto Barocco, con ninfe, satiri, sfingi, vasi di fiori, animali fantastici, arabeschi e figure mitologiche, cariatidi alate, spesso in equilibrio su mensole. Il decoro des lambrequins rayonnants presenta arabeschi, graticci, panneggi e composizioni geometrico-floreali, a fiori stilizzati, disposte a raggiera; a volte sono disegnati ornamenti che ricordano le decorazioni dei manufatti in ferro battuto, e sono pertanto detti  'à la ferronerie'. Alcune ceramiche presentano nel centro paesaggi dipinti con tratti leggeri, per lo più in monocromia blu, che danno un'impressione di evanescenza, con vedute di città e castelli, colline, laghi, nuvole e uccelli. Oltre alla monocromia blu, furono prodotte ceramiche policrome in cui, oltre al blu, spesso dominante, venivano usati anche gli altri colori che potessero resistere alle alte temperature della cottura a gran fuoco, basati su ossidi metallici
Esistono anche due alzate policrome, con paesaggi lacustri e una città incorniciate da piante con fiori fantastici.

## Musei
Questi sono alcuni dei musei presso i quali sono conservate ceramiche di Rossetti:
- Museo civico di Lodi
- Victoria and Albert Museum a Londra
- Musée national Adrien Dubouché a Limoges
- Musée national de Céramique (Sèvres)
- Museo delle arti decorative di Strasburgo
- Museo civico d'arte antica di Palazzo Madama e Casaforte degli Acaja a Torino
- Musei del Castello Sforzesco a Milano